# 馬特奧·多納蒂
馬特奧·多納蒂（義大利語：Matteo Donati；1995年2月28日—）是一位意大利網球運動員。2015年4月13日，他打入ATP挑戰巡迴賽賽事那不勒斯杯的決賽，這使得他的ATP單打世界排名上升至247位。